# とさでん交通3000形電車
とさでん交通3000形電車（とさでんこうつう3000がたでんしゃ）は、とさでん交通で2018年に登場した路面電車車両である。「ハートラムII」の愛称がある。

## 概要
アルナ車両製のリトルダンサーシリーズのタイプUaの3車体連接の超低床式電車であり、1端側から2端側にかけてA・C・B車で構成されている。車体は前面非貫通型・16.5 m級2扉（前中扉は片引戸、前扉は折戸）の普通鋼製となっている。前面窓には1枚窓を採用しており、前面窓上部と車体側面に英語併記のLED行先表示器を配置しており、前面下部側に前照灯・標識灯を並んで配置している。A・B車側面には、監視カメラを設置し安全性の向上を図っている。
車体のカラーリングはミルキーホワイトをベースとし、コーポレートカラーのグリーンとオレンジが配色されている。
車内の座席はA車とB車が枕木方向に並ぶ一人掛けのシート、C車がレール方向に並ぶロングシートとしており、C車の一部座席は収納式とし、ペダルを踏むことで収納されて車椅子スペースとすることができる。3002号には、車内無料Wi-Fi設備が設置されている。運転台の主幹制御器は右手操作式のワンハンドルマスコンである。
制御方式はVVVFインバータ制御であり、主電動機は出力は85 kwの三相かご形誘導電動機でA車とB車に各1台搭載している。駆動装置は豊橋鉄道T1000形電車でも採用された、車体装架カルダン駆動方式を採用しており、これは、主電動機を台車内に装備せず、車体の運転席側にレール方向に直接装架して、自在継手を介して台車の外側に装備されたギアボックスで減速されて車輪を駆動させる方式である。ブレーキ方式は回生・発電ブレーキ併用電気指令式空気ブレーキであり、その他に保安ブレーキ・デッドマン機能を有している。台車は狭軌用の超低床台車であるボルスタレス台車のSS16形でA車とB車に装備しており、冷房装置は屋根上集中方式で出力14.5kwのものを2台搭載している。集電装置はシングルアーム式のものをC車に搭載している。

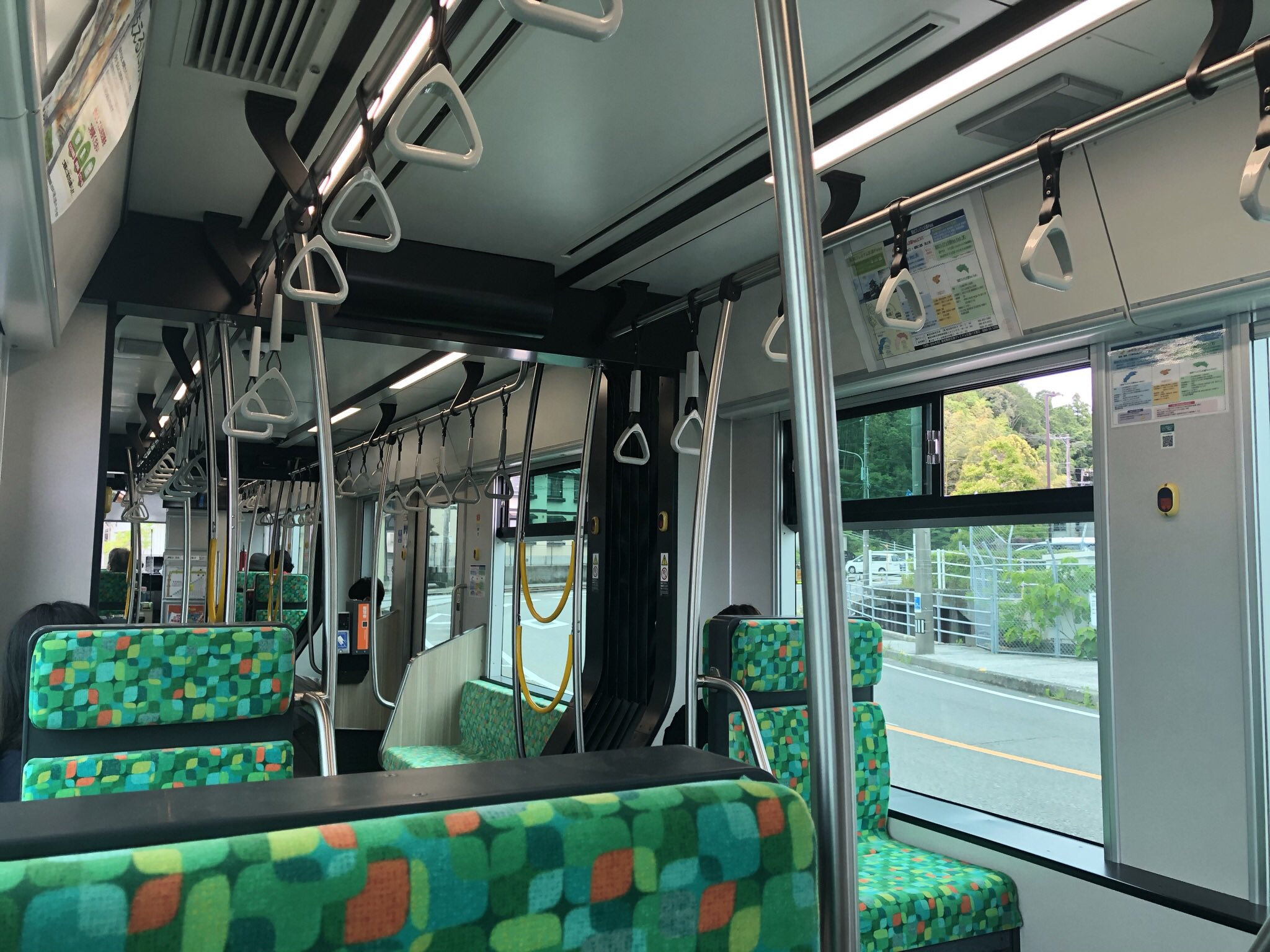
車内

### 3001
2018年3月27日に運転を開始している。全線で運用中。

### 3002
2021年2月22日に桟橋車庫へ搬入され、同年3月22日に運転を開始。当初はコロナ禍のため、車両前後にマスクのラッピングを施されていた。全線で運用中。

### 3003
2024年3月4日に桟橋車庫へ搬入され、同月26日より運転を開始している。3003号からは行先表示器に白色LEDを採用。全線で運用中。

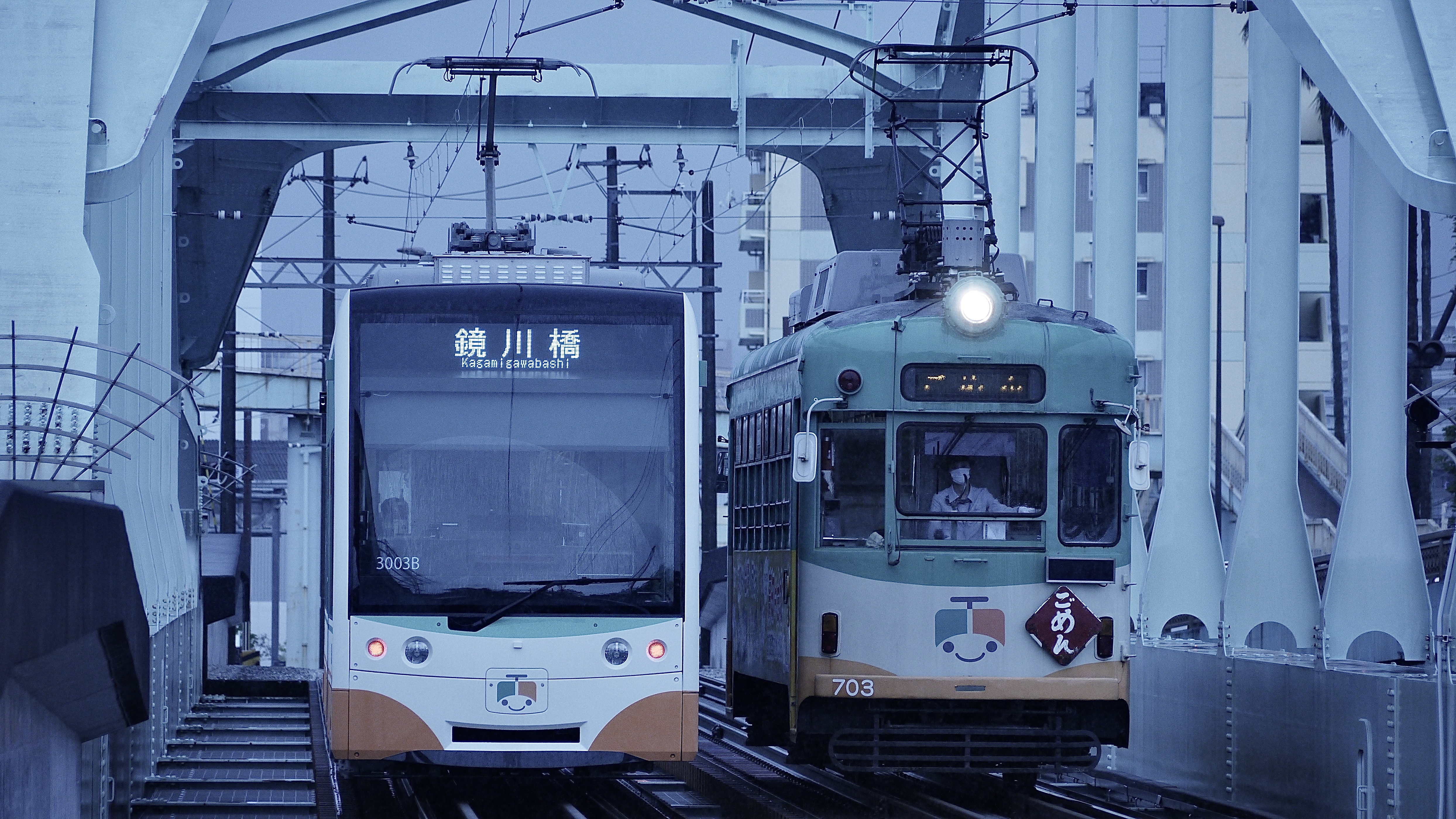
とさでん交通3003の離合